# Тур'янська сільська рада (Краснопільський район)
Тур'я́нська сільська́ ра́да — колишній орган місцевого самоврядування у Краснопільському районі Сумської області. Адміністративний центр — село Тур'я.

## Загальні відомості
- Населення ради: 732 особи (станом на 2001 рік)

## Населені пункти
Сільській раді підпорядковані населені пункти:
- с. Тур'я
- с. Мар'їне
- с-ще Миропільське
- с. Проходи

## Склад ради
Рада складається з 12 депутатів та голови.
- Голова ради: Гуцал Людмила Миколаївна

### Керівний склад попередніх скликань
| Прізвище, ім'я, по батькові | Основні відомості                                                               | Дата обрання | Дата звільнення |
| --------------------------- | ------------------------------------------------------------------------------- | ------------ | --------------- |
| Капустін Микола Миколайович | Сільський голова, 1955 року народження, освіта середня спеціальна, безпартійний | 26.03.2006   | 31.10.2010      |
| Капустін Микола Миколайович | Сільський голова, 1955 року народження, освіта середня спеціальна, безпартійний | 31.10.2010   | 16.12.2012      |
| Гуцал Людмила Миколаївна    | Сільський голова, 1958 року народження, освіта вища, член Партії регіонів       | 16.12.2012   |                 |

Примітка: таблиця складена за даними сайту Верховної Ради України